# Mattia Preti

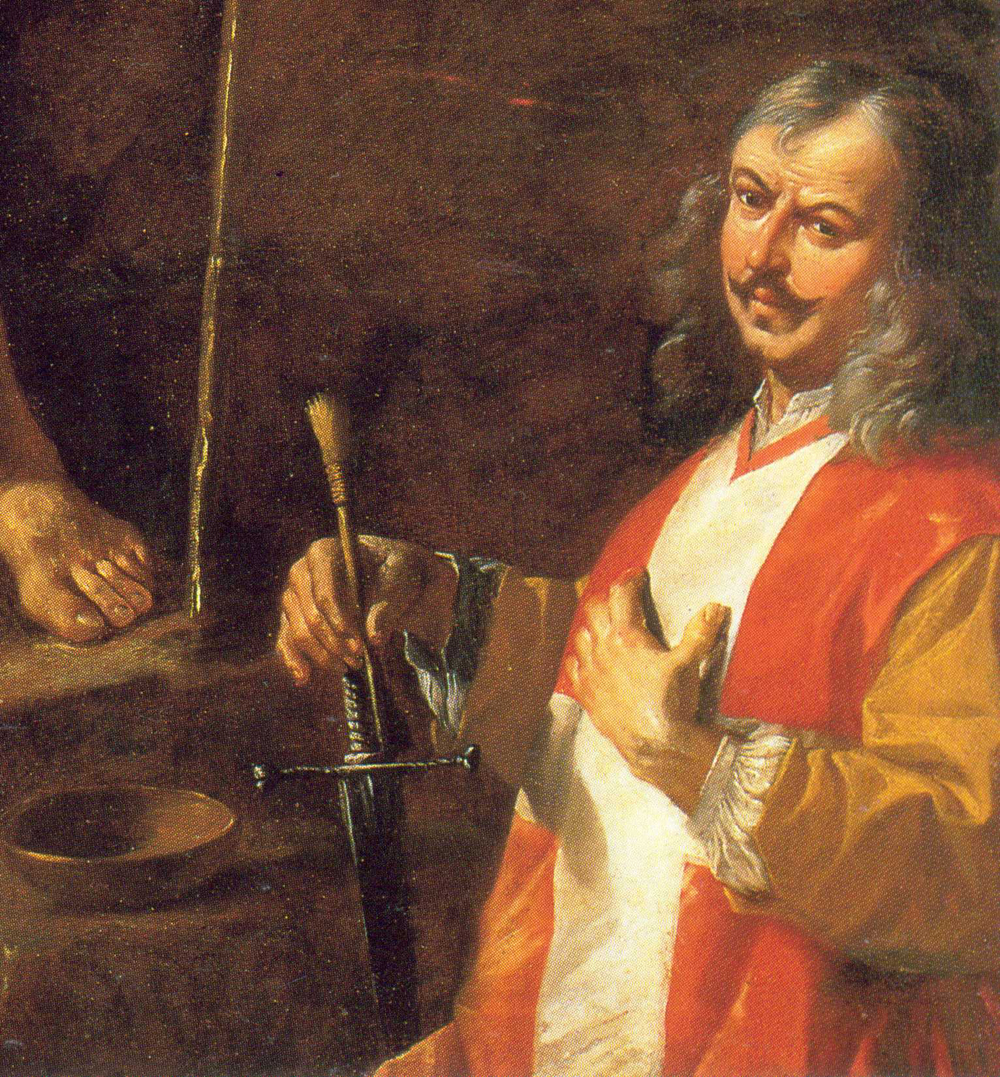
Selbstbildnis Mattia Pretis im Bild Predigt Johannes des Täufers
San Domenico, Taverna

Mattia Preti (* 24. Februar 1613 in Taverna, Kalabrien; † 3. Januar 1699 in Valletta, Malta) war ein italienischer Maler des Barock und Ordensritter der Malteser, der vor allem in Neapel, Rom und Malta tätig war. Weil Preti aus dem süditalienischen Kalabrien stammte, nannte man ihn auch „Il Cavalier Calabrese“.

## Leben
Mattia Preti stammte aus der angesehenen und alteingesessenen Familie der Presbiteri und wurde am 24. Februar 1613 in Taverna (Kalabrien) als eines von 6 Kindern von Cesare Preti und Innocenza Schipano geboren. Er hatte drei Schwestern und zwei Brüder und erhielt zunächst Unterricht in Grammatik und Wissenschaften. Er zeigte auch früh eine Begabung im Zeichnen und war außerdem ein Freund der Fechtkunst, die er mit adligen Freunden praktizierte.

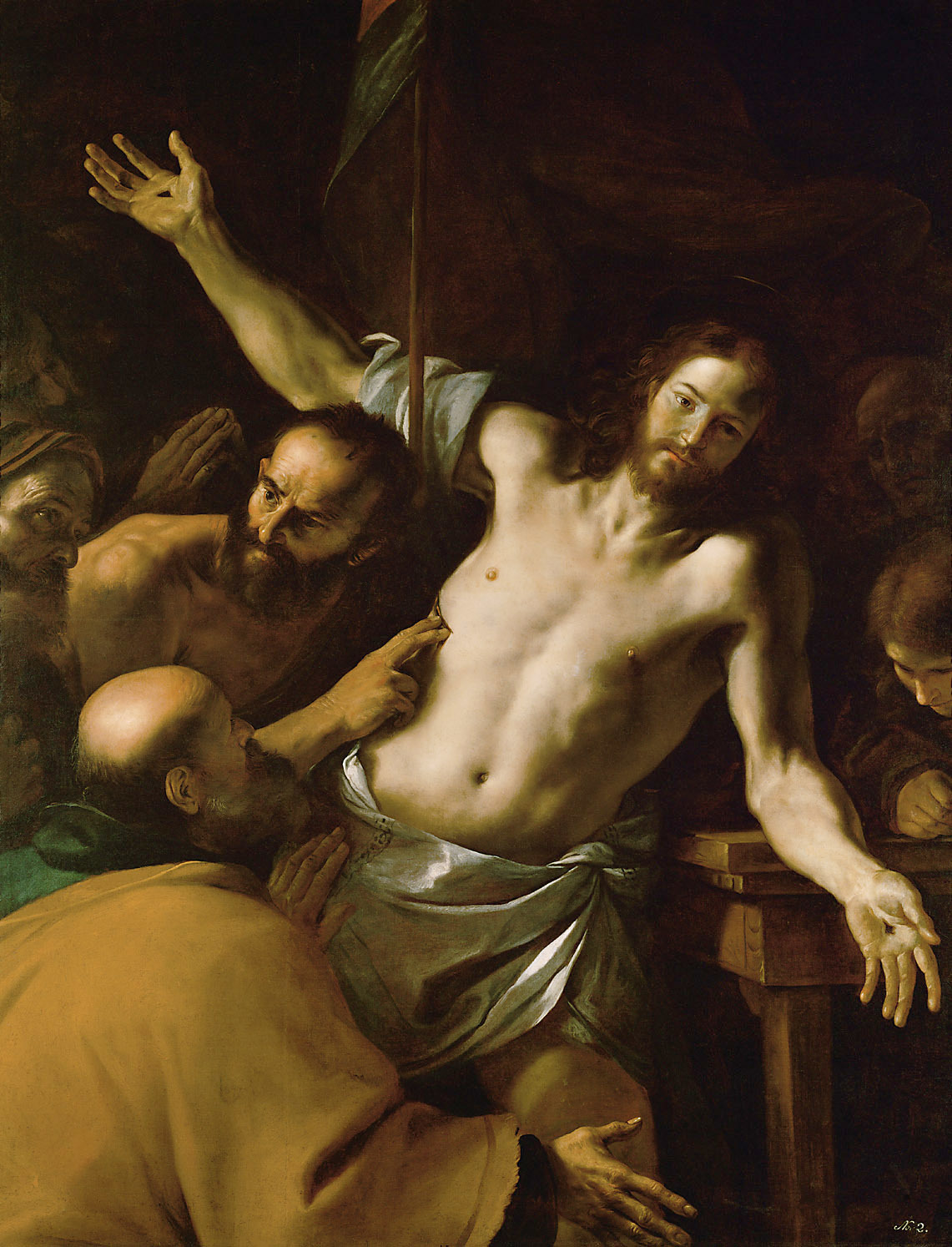
Der ungläubige Thomas, 187 × 145,5 cm,
Kunsthistorisches Museum, Wien

Nach der Überlieferung seines Biografen Bernardo De Dominici hatte Mattia Preti ein bewegtes, teilweise rocamboleskes Leben, doch sind einige Anekdoten entweder nicht dokumentiert oder widerlegt.
Mit 17 Jahren ging er 1630 nach einem kurzen Aufenthalt in Neapel nach Rom zu seinem älteren Bruder Gregorio (1603–1672), der seit 1624 in der ewigen Stadt lebte und in der Gesellschaft bereits etabliert war. Mattia erhielt seine erste Ausbildung offenbar bei seinem Bruder, mit dem er während seiner römischen Zeit auch zusammenarbeitete. Er bekam außerdem Unterricht in Mathematik, Architektur, Perspektive und Geschichte. Wenn man De Dominici Glauben schenken kann, beschränkte Mattia sich lange Zeit ausschließlich aufs Zeichnen, obwohl er in Rom bereits mit bedeutenden Künstlern wie Domenichino und Lanfranco in Kontakt kam, und laut eigener Aussage besonders die Fresken von Annibale Carracci in der Galleria Farnese und die Stanzen des Raffael bewunderte.
Nachdem Mattia im Petersdom ein Bild der Santa Petronilla von Guercino gesehen hatte, war er so begeistert, dass er zu diesem nach Cento fuhr, und sein Schüler wurde. Sein erstes mit Farben koloriertes Bild – eine Heilige Magdalena – soll er laut De Dominici angeblich erst mit 26 Jahren (also 1639) und nach Aufforderung durch Guercino gemalt haben.
Es folgten Reisen nach Parma und Venedig – wo er vor allem die Werke von Veronese studierte und auch einige Bilder gemalt haben soll, die nicht erhalten sind –, später sei er auch in Mailand und Genua und sogar in Paris und Antwerpen (bei Rubens) gewesen, doch sind diese Reisen nicht dokumentarisch belegt.
Nach mehreren Jahren Abwesenheit kehrte er nach Rom zurück. Dort malte er u. a. einige Bilder für Papst Urban VIII. und Olimpia Maidalchini, die zum Dank seine Ernennung zum Malteserritter förderten (im Range eines Magistralritters). Nachdem er auch die erforderlichen Adelsnachweise hatte erbringen können, fand die feierliche Zeremonie am 31. Oktober 1642 in der Kirche Sant’Anna di Borgo in Rom statt. Es entstanden weitere Gemälde für römische Adlige, wie für Kardinal Rospigliosi, der ihn schon früher gefördert hatte.
Laut einer von De Dominicis berichteten Anekdote habe sich der mittlerweile als Cavalier Calabrese bekannte Mattia Preti auf ein öffentliches Duell mit einem deutschen Haudegen eingelassen, in der Folge habe der kaiserliche Botschafter angeblich Pretis Auslieferung und seinen Tod gefordert. Der Papst habe ihn daher heimlich per Schiff nach Malta fliehen lassen, wo er jedoch von einem Ritter wegen seiner Malerei beleidigt und herausgefordert worden sei – es sei wieder zu einem Duell gekommen, in dessen Verlauf der andere getötet wurde. Aus Angst vor einer Verurteilung durch den Großmeister der Malteser sei Preti übers Meer nach Livorno geflohen, wo er mit dem päpstlichen Nuntius an den spanischen Königshof nach Madrid ging.

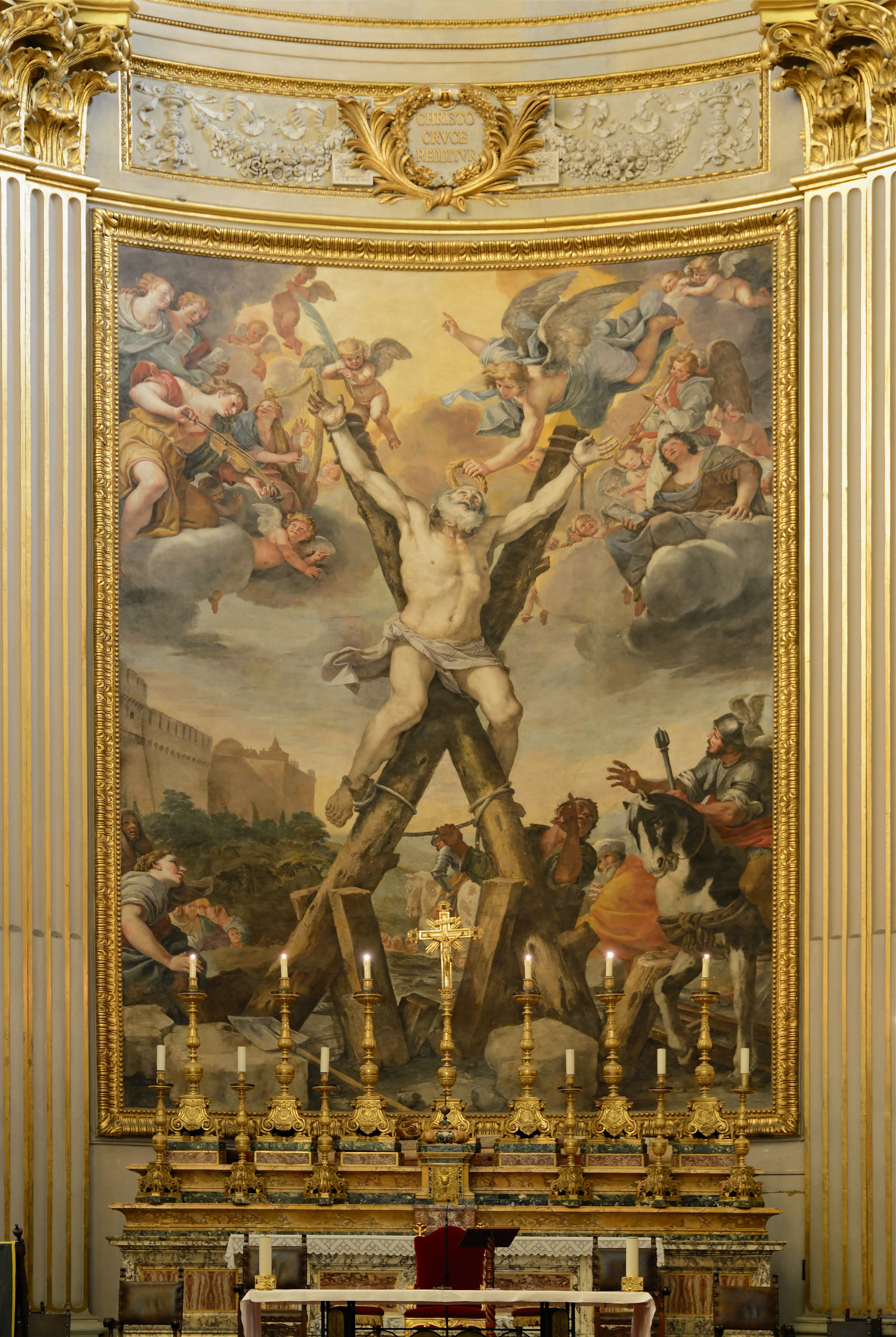
Martyrium des Hl. Andreas (1651),
Sant’Andrea della Valle, Rom

Nach dem Tode Urbans VIII. wurde Preti vom nächsten Papst Innozenz X. Pamphilj nach Rom zurückgerufen. Da die römische Malerei nun völlig von Pietro da Cortona und Lanfranco beherrscht wurde, erhielt er jedoch laut De Dominici nur wenige Aufträge und ging schließlich zurück zu seinem Lehrer Guercino nach Cento. Dieser vermittelte ihm einen Auftrag für die Kuppelfresken in der Karmeliterkirche (oder San Biagio) von Modena, mit einer Darstellung der Trinität mit der Jungfrau und Hl. Carmelitern. Es folgten nicht dokumentierte Aufenthalte in Bologna, Florenz und Venedig.
Schließlich kehrte Preti nach Rom zurück und machte sich durch diverse herausragende Gemälde einen Namen. 1653 wurde er für seine Zeichnung Triumph des Oriris und der Niobe in die Accademia di San Luca aufgenommen. Weitere bedeutende Aufträge in Rom waren der Hauptaltar in San Pantaleone und die am 8. April 1651 fertiggestellten drei großen Gemälde mit Szenen aus dem Leben des Hl. Andreas in der Apsis von Sant’Andrea della Valle, die er angesichts der riesigen Dimensionen der Kirche und angeblich auf Anraten von Pietro da Cortona überlebensgroß malte. Genau diese gigantische Darstellung rief bei den Zeitgenossen so viel Kritik hervor, dass sich Preti letztendlich enttäuscht von Rom abwandte.
Für den Zeitraum vom 4. Oktober 1651 bis zum 28. März 1652 ist ein Aufenthalt Pretis am Hofe des Francesco I. in Modena nachweisbar, wo er Werke für diverse Kirchen schuf u. a. Fresken in einer Seitenkapelle des Doms. Erhalten sind jedoch nur die bereits erwähnten Kuppelfresken in der Karmeliterkirche San Biagio. Nach Rom zurückgekehrt entstand 1652 die Almosenverteilung des Hl. Karl Borromäus in San Carlo ai Catinari.

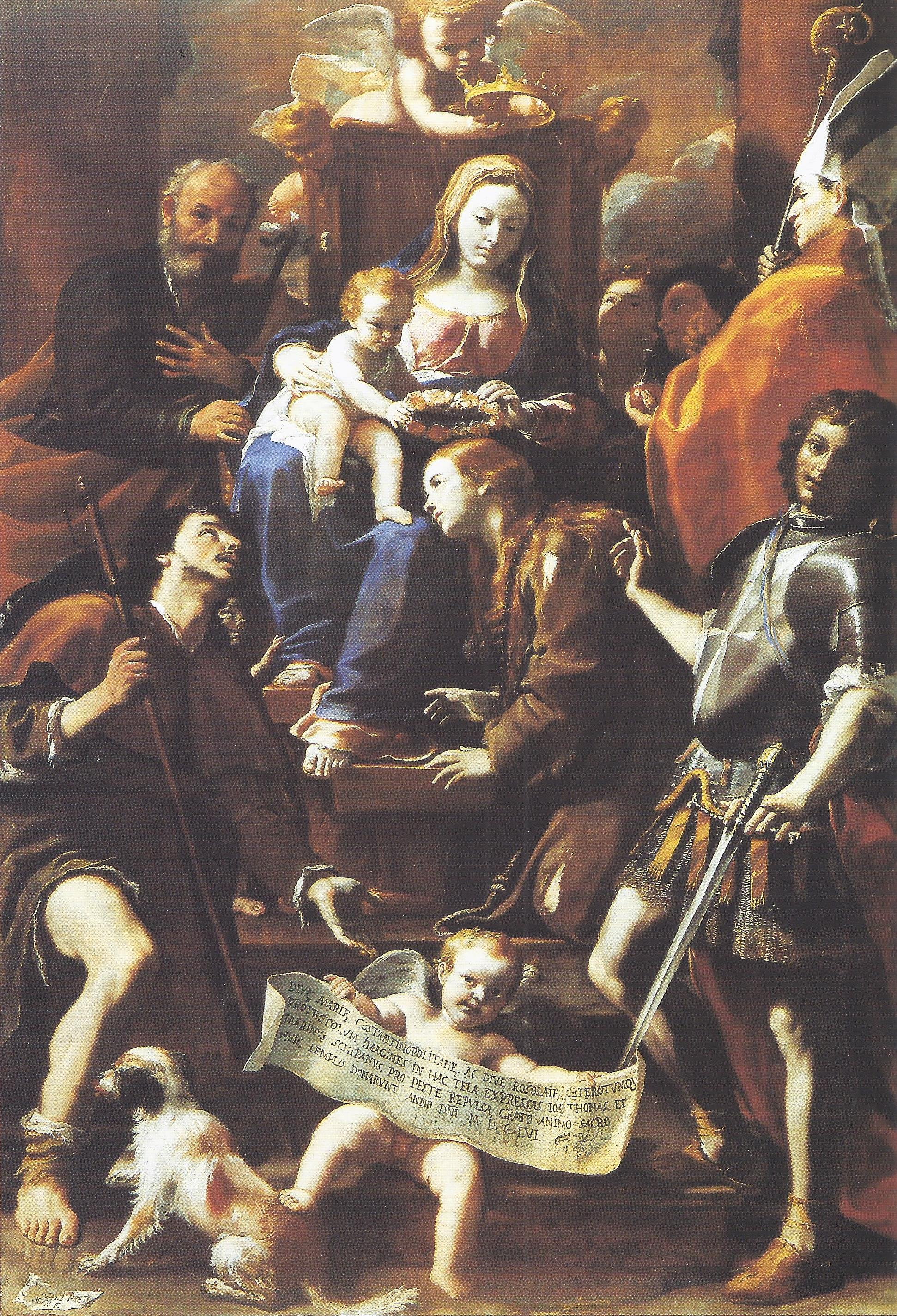
Madonna von Konstantinopel, 1656,
Museo Nazionale di Capodimonte, Neapel

Nach neueren Forschungen war er bereits ab 1653 in Neapel. In der Kirche San Domenico Soriano malte er die Glorie des Hl. Nicolaus von Bari (1653) und spektakuläre Kuppelfresken (1655?), die zu seinen bedeutendsten Werken gehörten, aber mittlerweile verschwunden sind. Es folgten weitere Malereien in diversen anderen Kirchen Neapels, u. a. in San Pietro a Majella.
Als Neapel 1656 von der Pest heimgesucht wurde, starben mehrere bedeutende Maler der lokalen Kunstszene. Im November desselben Jahres erhielt Preti den Auftrag, die sieben Stadttore mit Fresken der Madonna mit dem Jesuskind und mit neapolitanischen Heiligen zu bemalen; neben den Heiligenfiguren waren darauf auch Szenen mit Pestopfern und -kranken zu sehen. Von diesen Fresken, die zu seinen Hauptwerken gehörten, ist heute (Stand 2019) nur noch die Porta San Gennaro sehr rudimentär erhalten, es existieren außerdem zwei Bozzetti im Museo di Capodimonte in Neapel und verschiedene vorbereitende Skizzen.

Zur gleichen Zeit schuf er auch eine Madonna von Konstantinopel als ex voto für seine Cousins Schipano, die auch in Neapel lebten (heute im Museo Nazionale di Capodimonte, Neapel).

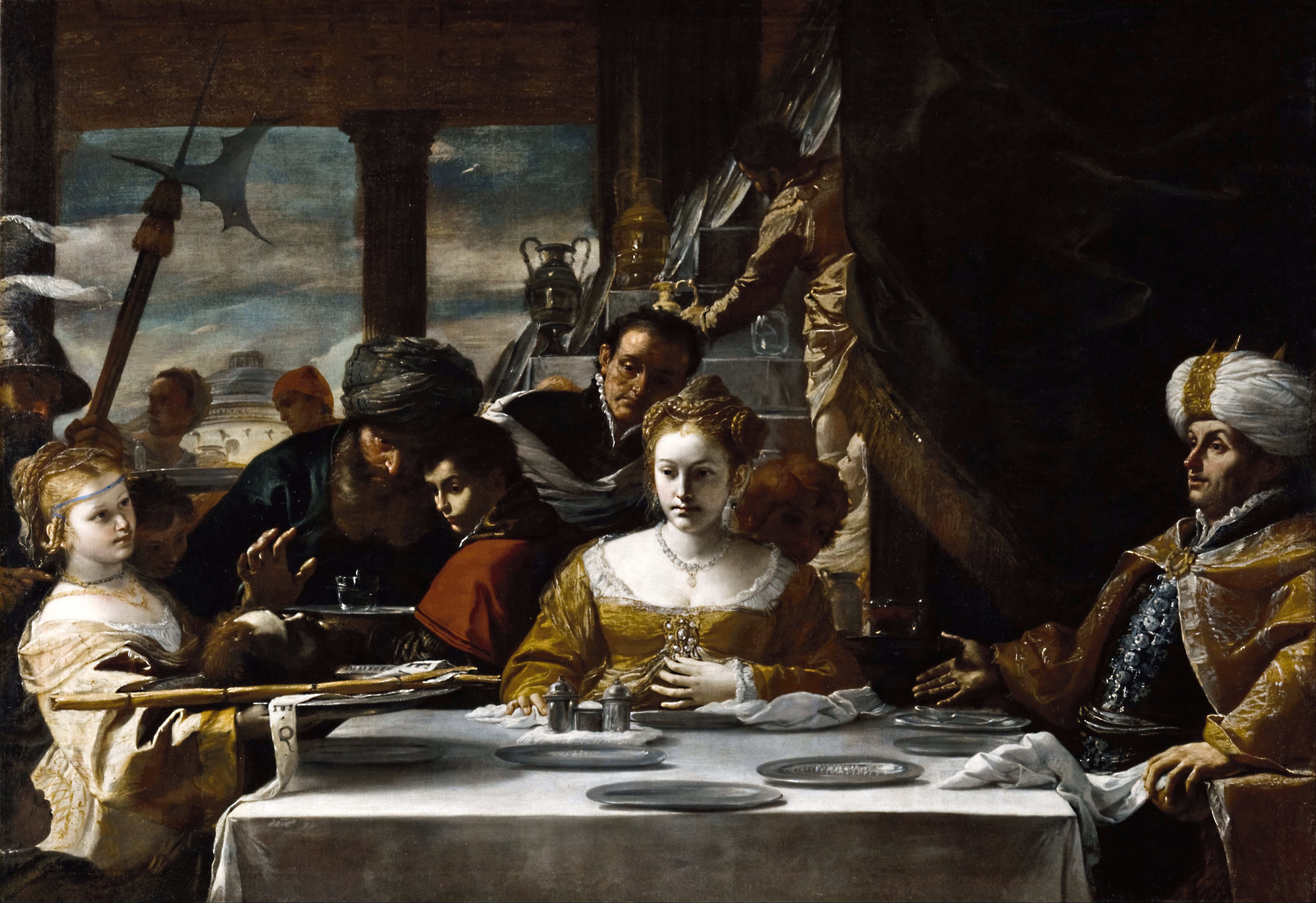
Gastmahl des Herodes, 1656–1661, Öl auf Leinwand, 177,8 × 252,1 cm,
Toledo Museum of Art, Toledo (Ohio)

Obwohl auch nach der überstandenen Epidemie nach wie vor katastrophale Zustände und Hungersnot in Neapel herrschten, erhielt Preti von verschiedenen Mäzenen, wie Bernardino Corrado, zahlreiche Aufträge für Gemälde, die von den Kunstkennern und Malern der Stadt, sehr bewundert wurden; während sich der junge Luca Giordano eher ablehnend verhielt, wurde Preti von dem bereits betagten Andrea Vaccaro sehr gelobt.

Unter seinen Auftraggebern in Neapel befanden sich auch reiche Holländer und Flamen wie der Kaufmann Gaspar Roomer und der Marquis Ferdinand van den Eynden. Gegen Ende der 1650er Jahre oder um 1660 begann auch eine wichtige Korrispondenz mit dem Kunstsammler Antonio Ruffo in Messina, für dessen Galerie in Messina er in seiner maltesischen Zeit eine ganze Reihe von Gemälden schuf.
Schließlich drang Mattia Pretis Ruf auch bis zu dem Großmeister der Malteserritter Giovanni Battista Brancaccio, der bei ihm als erste Probe ein Gemälde des Heiligen Georg bestellte, das selbst von Luca Giordano und dessen Anhängern gelobt wurde. Das Bild gelangte – zusammen mit einem Hl. Franz Xaver – erst unter einem der folgenden Großmeister, Martin de Redin, nach Malta, wo es in der Koncathedrale San Giovanni in La Valletta aufgestellt wurde, und so sehr gefiel, dass man den Künstler sofort nach Malta einlud.

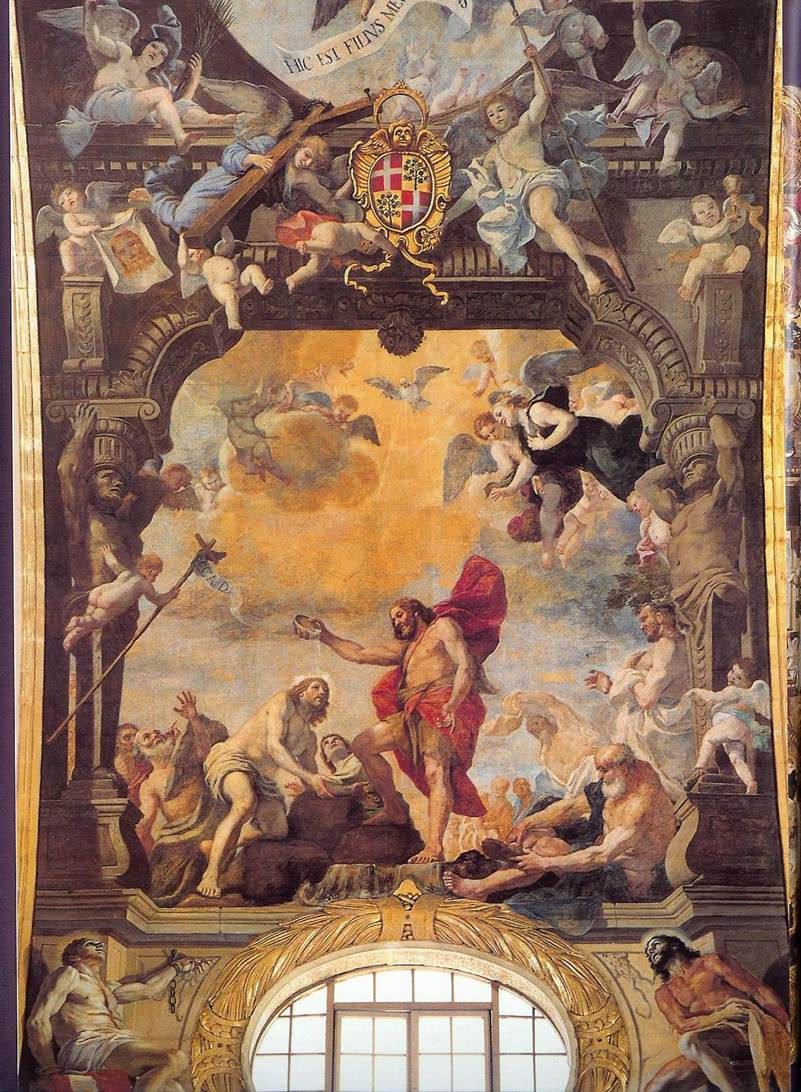
Taufe Christi, Fresko,
St. John’s Co-Cathedral, Valletta, Malta

In Malta wurde er 1661 von Martin de Redin in allen Ehren empfangen und erhielt den Auftrag für die große Freskendekoration der Konkathedrale San Giovanni (St. John’s Co-Cathedral), für die er zum „cavaliere di grazia“ befördert wurde und die er auf eigene Kosten malte. Sie gelten als sein Meisterwerk. Nach modernen Forschungen begann er mit der Ausmalung am 18. September 1661 und beendete sie am 20. Dezember 1666 „…zur vollsten Zufriedenheit“ («terminata con intera sodisfatione»). In diesen Fresken sind neben Porträts von Heiligen auch solche von einigen Großmeistern des Malteserordens, so von Raphael Cotoner (1660 bis 1663) und von Nicolas Cotoner (1663 bis 1680) und anderen. Auch die übrige prachtvolle Dekoration der Konkathedrale wurde von Preti entworfen, wie mehrere Altarbilder in Öl. In der Sakristei hängt außerdem ein Porträt des Großmeisters Martin de Redin.
Bis zu seinem Tod lebte Preti von nun an in Malta, wo er in den folgenden Jahrzehnten hunderte Bilder in den maltesischen Kirchen malte. Besonders erwähnenswert sind in der Hauptstadt La Valletta Werke in der Basilika der Madonna del Carmelo und in den Kirchen San Antonio, San Francesco d’Assisi und in der Jesuitenkirche, sowie im Palast des Großmeisters der Malteser. Außerdem die Kirche dell’Assunta in Lija, Sant' Andrea in Luqa und Santa Caterina in Zurrieq.
Daneben schuf er auch Auftragswerke für diverse Orte auf dem Kontinent in Italien und in ganz Europa, wie einige schon in Neapel begonnene Gemälde für San Pietro a Majella und mehrere exquisite Bilder für Kirchen in Siena, darunter die Predigt des San Bernardino von Siena für eine Kapelle des Domes, die Kanonisierung der Hl. Katharina für die Karmeliterkirche und der Hauptaltar der Jesuitenkirche.
Mattia Preti, der Cavalier Calabrese, starb am 3. Januar 1699 in Malta.
Zu Pretis Schülern gehören Raimondo und Maria De Dominici, Vater und Tante seines Biografen Bernardo De Dominici, der ihn in seiner Jugend vermutlich noch selber kennenlernte. Außerdem die Neapolitaner Giuseppe Trombatore und Domenico Viola, und die maltesischen Maler Giovan Battista und Giuseppe Caloriti, Giovan Paolo Chiesa, Giuseppe Cianferli, Giuseppe d’Arena, Demetrio Farrugia, Gioacchino Loretta, Pedro Nuñez de Villavicencio.

## Werk

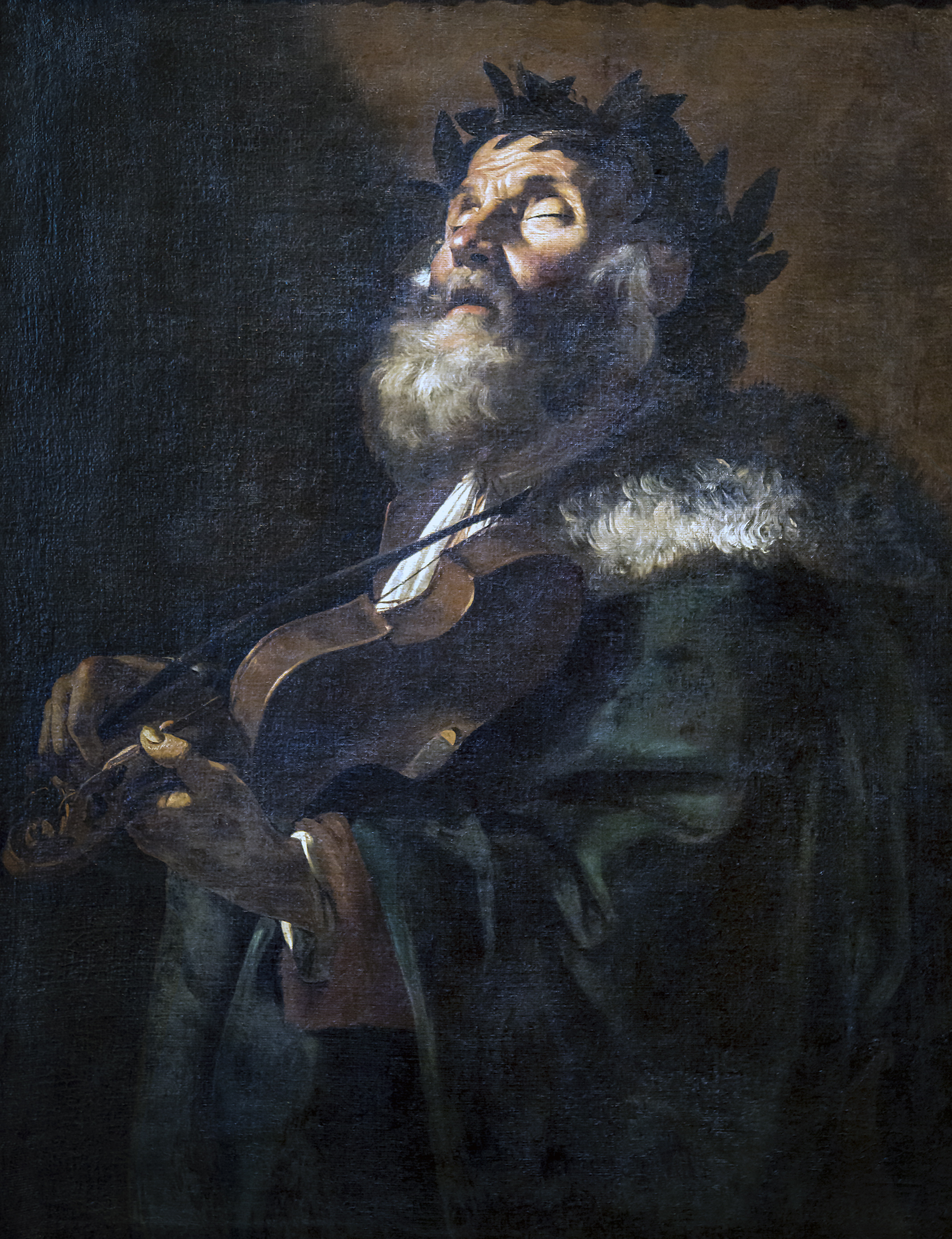
Homer
Accademia (Venedig)

Mattia Preti ist einer der herausragendsten Maler des italienischen Seicento. Sein Werk kennt verschiedene Einflüsse und Phasen und ist besonders durch seinen Lehrer Guercino, Domenichino und Lanfranco, sowie die Tenebrosomalerei der Caravaggisten beeinflusst – die ohnehin für die gesamte neapolitanische und süditalienische Barockmalerei prägend war.
Noch im Anfangsstadium sind die Forschungen zu seiner Zusammenarbeit mit seinem lange Zeit fast vergessenen Bruder Gregorio Preti, der jedoch auch eine nicht ganz unwichtige Rolle in seiner frühen Zeit und in Rom (bis 1653) gespielt haben dürfte.
Roberto Longhi (1913, 1916, 1943) und Giuliano Briganti (1951) wiesen auch auf Einflüsse durch einige in Rom lebende französische Caravaggisten hin, wie Valentin de Boulogne, Nicolas Tournier oder Nicolas Régnier. Dies zeigt sich an einer ganzen Reihe von Gemälden mit Themen wie Musikern (oder sogenannte Konzerte u. a. in: Madrid, Museo Thyssen-Bornemisza; Privatsammlung Neapel; Eremitage Sankt Petersburg) oder Spielern (u. a. Gioco di dama, Oxford, Ashmolean Museum u. a.). Er schuf auch imaginäre Porträts von Philosophen (z. B. Homer in den Gallerie dell’Accademia, Venedig) und Szenen aus den Evangelien und aus dem Alten Testament.
Typisch für Pretis Stil ist ein „heroischer“ und dramatischer Naturalismus mit vollplastischen Figuren und starken Licht- und Schattenwirkungen. Bei weiblichen und jugendlichen Figuren fällt häufig ein besonders fahles, ja bleiches Inkarnat auf. Als besonders fruchtbar und ausdrucksvoll gilt seine neapolitanische Phase und er übte einen nicht unerheblichen Einfluss auf spätere neapolitanische Maler aus, von Luca Giordano bis zu Francesco Solimena, den man in Anlehnung an Preti als «Cavalier Calabrese nobilitato» bezeichnete (De Dominici, 1742–1745, 2008, S. 722).
Als Pretis Haupt- und Meisterwerk gelten die Malereien in der St. John’s Co-Cathedral von Valletta, der damaligen Ordenskirche des Malteserordens. Hier zeigt sich ein deutlicher Einfluss von Veronese aber auch von Pietro da Cortona.

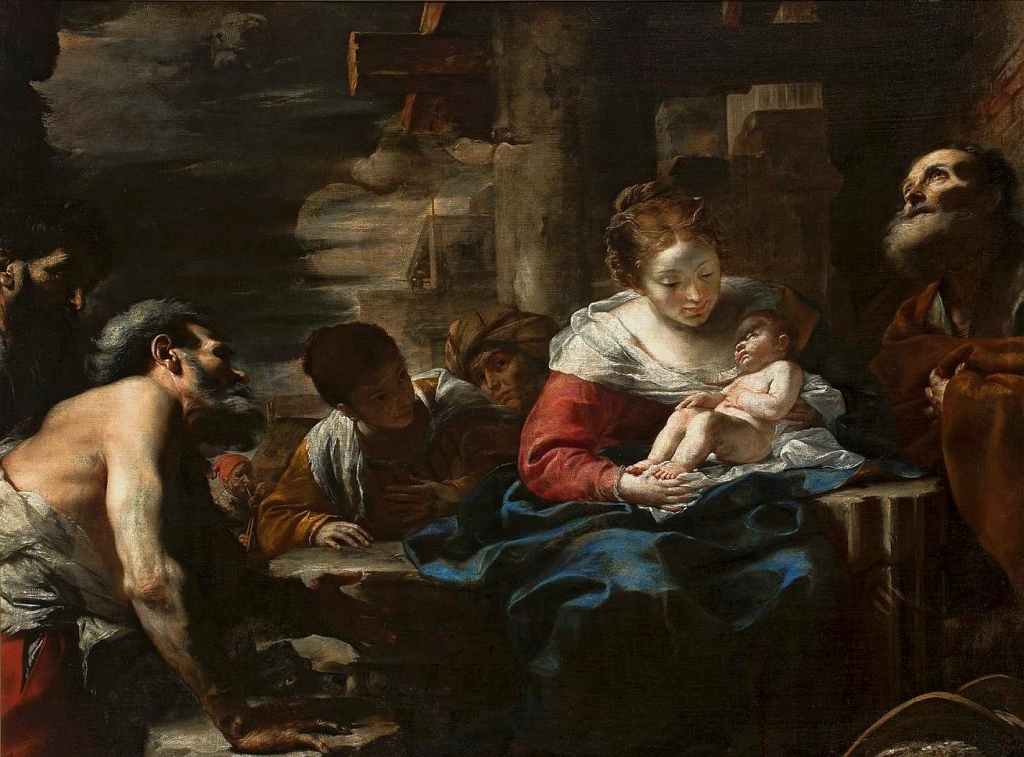
Anbetung der Hirten, etwa 1645 (?), Öl auf Leinwand, 148,5 × 197 cm,
Nationalmuseum Warschau

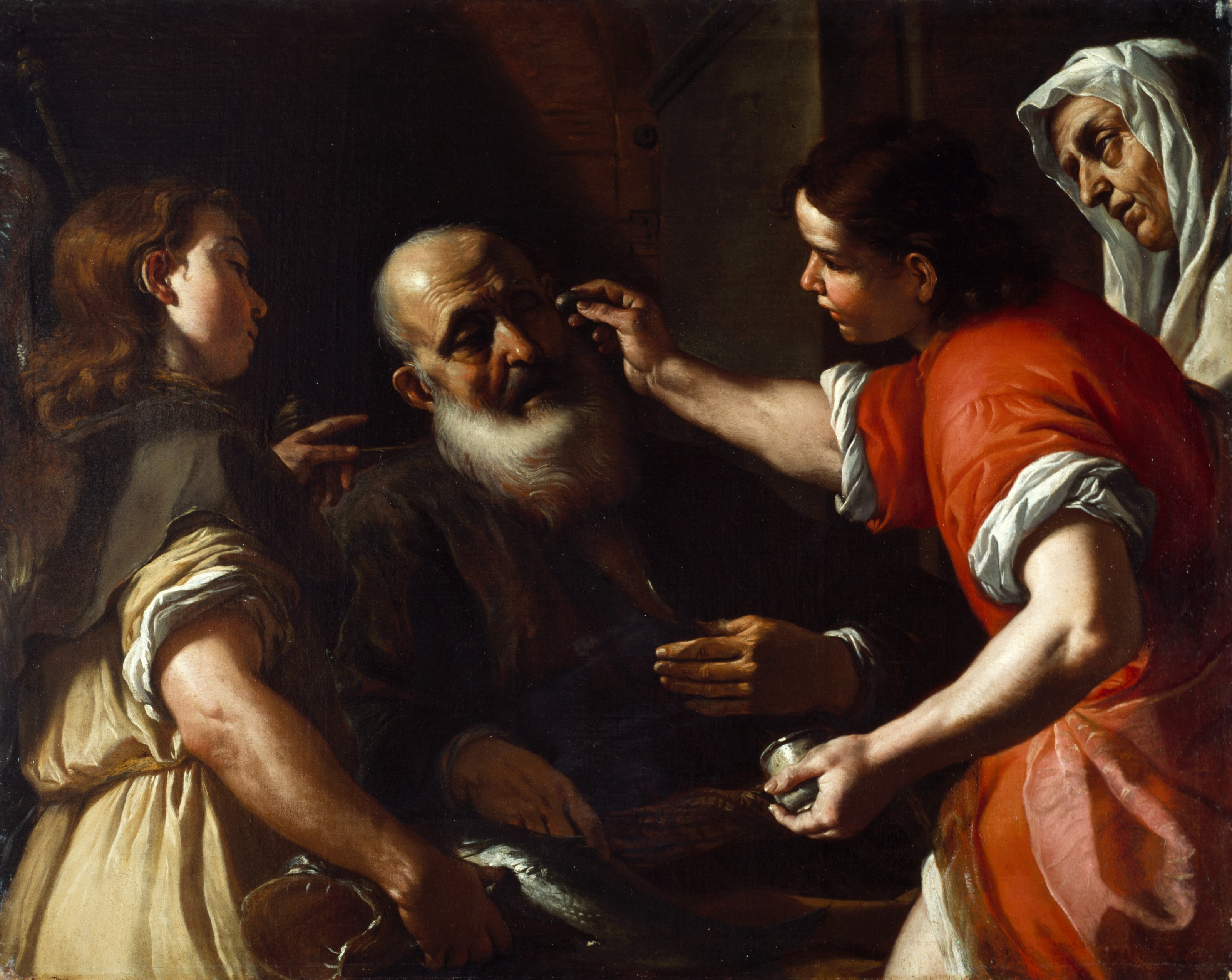
Tobias heilt die Blindheit seines Vaters,
Museum of Fine Arts, Houston

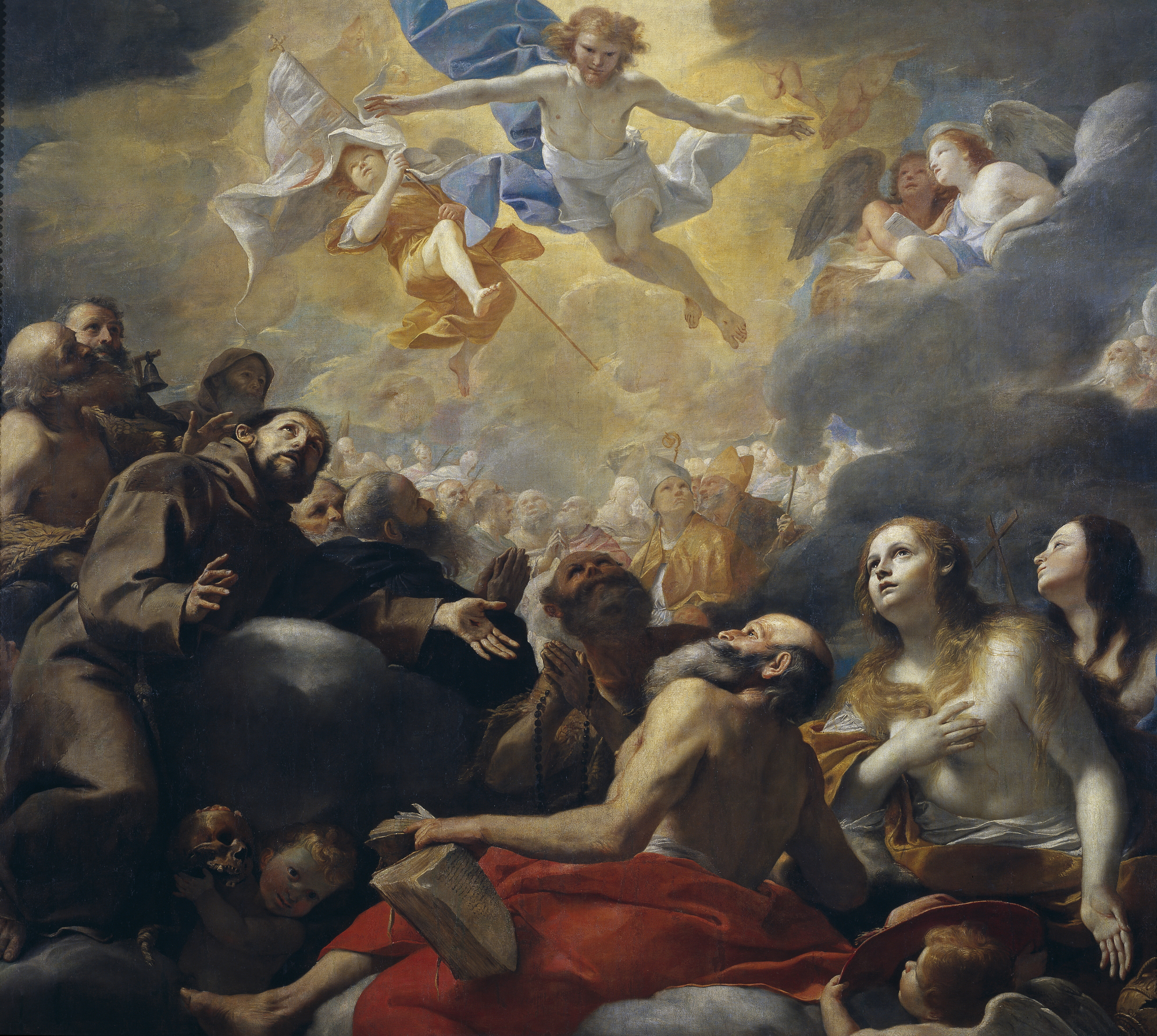
Verklärung Christi mit Heiligen, 1660–61, Öl auf Leinwand, 220 × 253 cm,
Museo del Prado, Madrid

### In Museen (Auswahl)

#### Italien
- Concerto, Privatsammlung, Neapel,
- 2 Bozzetti für die Votivfresken zur Pest 1656 an den Stadttoren von Neapel, Museo di Capodimonte, Neapel (1656)
- Madonna von Konstantinopel mit den Stadtheiligen von Neapel, Museo di Capodimonte, Neapel (1656)
- Hl. Sebastian, Museo di Capodimonte, Neapel
- Gastmahl des Absalon & Gastmahl des Baldassar, Museo di Capodimonte, Neapel
- Pestszene, Accademia di San Luca, Rom
- Kleines Konzert, Palazzo comunale, Alba,
- Selbstmord der Sofonisba, Galleria nazionale, Cosenza
- Kartenspieler, früher Venedig,
- Homer, Gallerie dell’Accademia, Venedig
- Der Tribut und Sinite parvulos, Pinacoteca di Brera, Mailand,
- Rückkehr des verlorenen Sohnes, Museo civico, Reggio Calabria
- Selbstbildnis, Uffizien, Florenz
- Madonna della Lettera und Grablegung Christi, Museo Regionale di Messina, Messina
- Christus und die Kanaaniterin & Christus und die Ehebrecherin, Galleria interdisciplinare regionale della Sicilia, Palermo
- Der Hl. Franziskus Xavier, Malta

#### Andere Länder
- Konzert, Museo Thyssen-Bornemisza, Madrid
- Verklärung Christi mit Heiligen, Museo del Prado, Madrid (1660–61)
- Konzert, Eremitage, St. Petersburg,
- Berufung des Matthäus, Kunsthistorisches Museum, Wien
- Tod der Dido, Herzog Anton Ulrich Museum, Braunschweig,
- Belisario erhält Almosen, Museum Boijmans Van Beuningen, Rotterdam,
- Hiob besucht von seinen Freunden, Musées des Beaux-Arts, Brüssel
- Tomiris mit dem Haupt des Cyrus, Louvre, Paris,
- Tod der Sofonisba, Musée des Beaux-Arts, Lyon
- Moses auf dem Berg Sinai, Musée Fabre, Montpellier,
- Triumph des Silen, Musée des Beaux-Arts, Tours,
- Kreuzigung Petri, Musée de peinture et de sculpture, Grenoble

- Triumph des Amor, Privatsammlung,

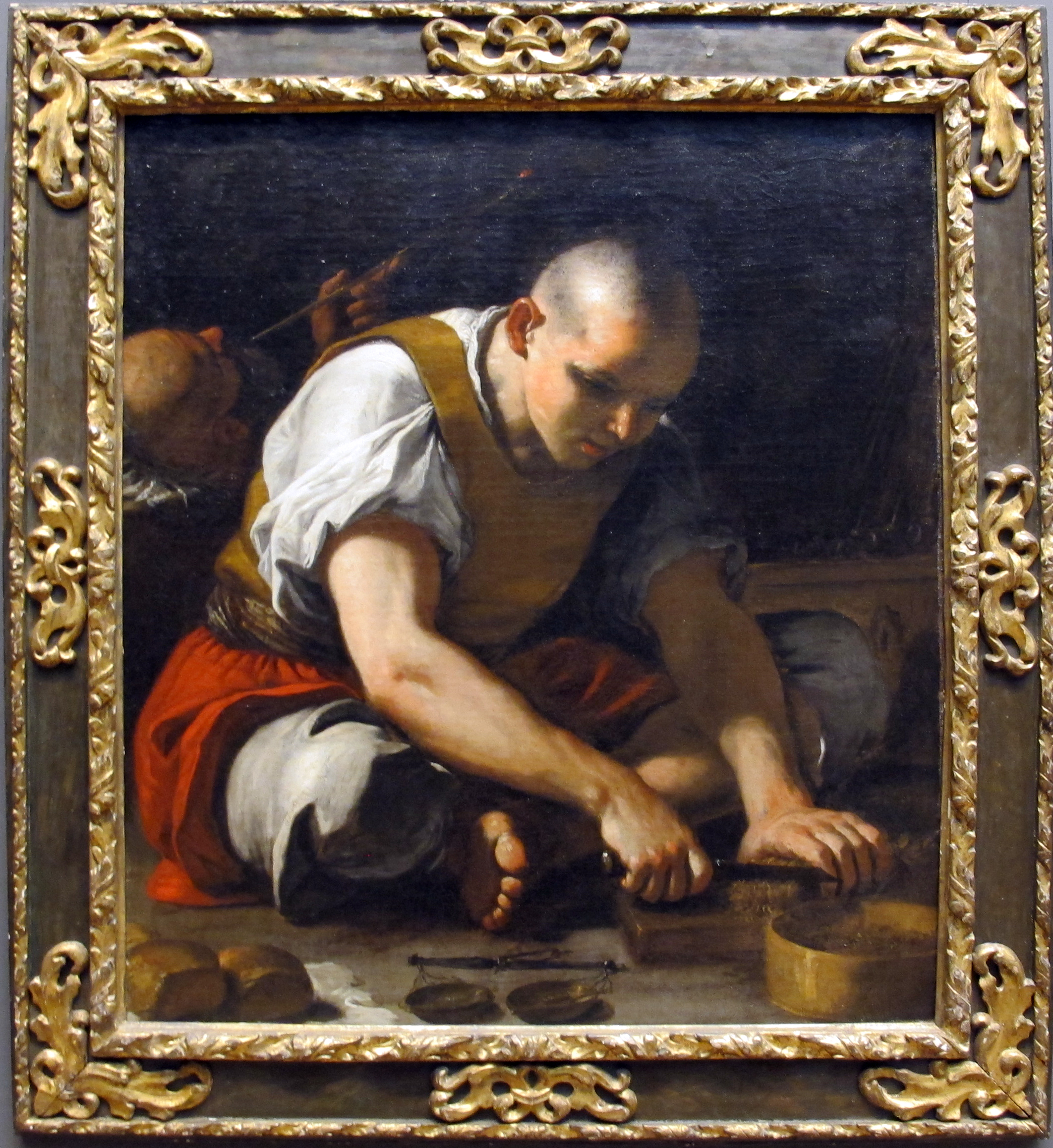
Ein Türke beim Tabakschneiden,
Metropolitan Museum of Art, New York

- Das Damespiel, Ashmolean Museum, Oxford,
- Die Hochzeit zu Kanaa, National Gallery, London,
- Anbetung der Hirten, Nationalmuseum Warschau
- Pilatus wäscht sich die Hände, Metropolitan Museum of Art, New York,
- Ein Türke beim Tabakschneiden, Metropolitan Museum of Art, New York
- Hl. Veronika mit dem Schweißtuch, Los Angeles County Museum of Art, Los Angeles
- Kaiserin Faustina besucht die Hl. Katherina von Alexandria, Art Institute Dayton,
- Gastmahl des Herodes, Nelson Shanks Collection, Andalusia (Pennsylvania),
- Bankett des Herodes, Toledo Museum of Art, Toledo (Ohio)
- Martyrium des Hl. Paulus, Museum of Fine Arts, Houston
- Predigt des Hl. Johannes d. Täufers, Fine Arts Museum, San Francisco
- Porträt des Großmeisters der Malteser Martin de Redin, The Art Institute of Chicago, Chicago,
- Selbstmord der Sofonisba, National Gallery of Victoria, Melbourne

### In Kirchen (Auswahl)

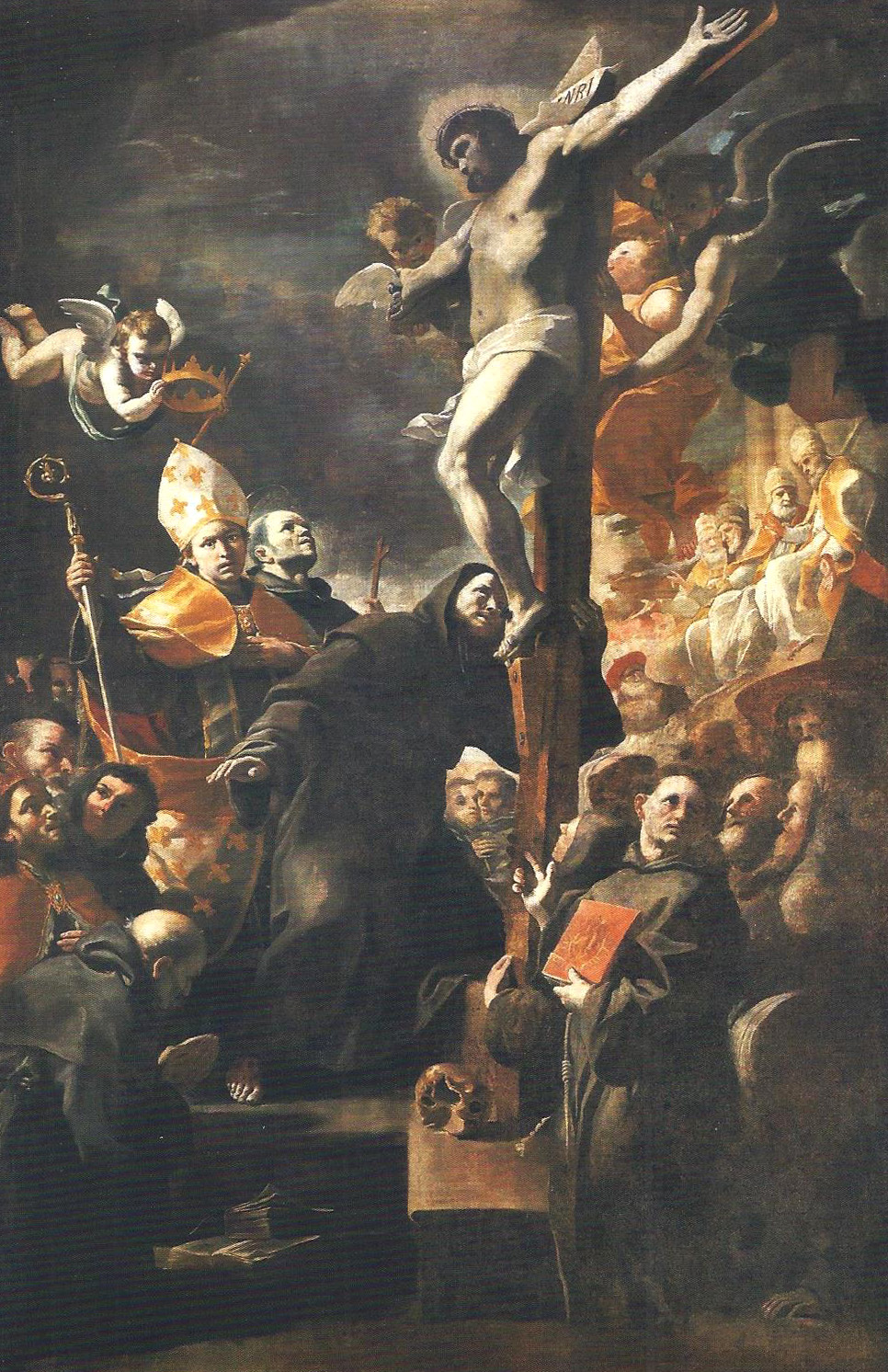
Christus am Kreuz mit Hl. Franziskanern, 350 × 200 cm, 1657,
San Lorenzo Maggiore, Neapel

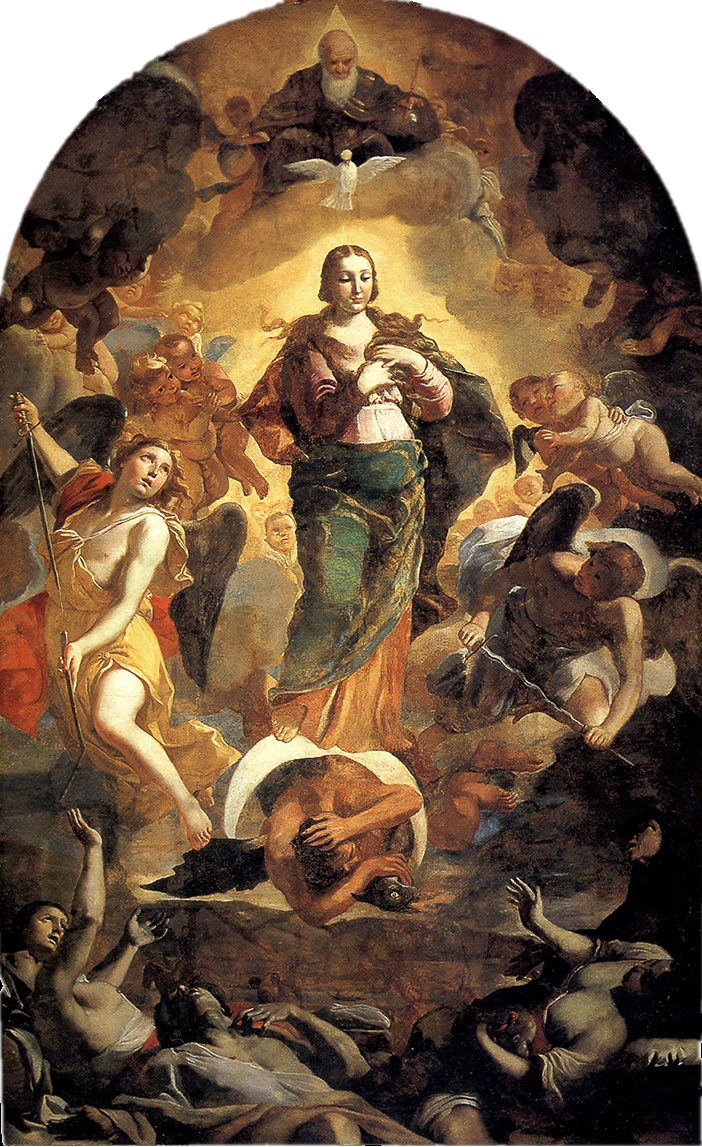
Maria Immaculata, 1677–78,
Chiesa dell’Immacolata Concezione (gen.: Chiesa di Sarria), Floriana (Malta)

#### Italien
- Taufe des Hl. Augustinus, Sant' Antonio Abate, Tortoreto,
- Der Hl. Andreas, Hofkirche, Lucerna,
- Die Hl. Trinität mit den Hl. Barontus und Desiderius (Altar des Giovanni Foresi), Pistoia (1647),
- Prozessionsstandarte mit dem Hl. Martin (recto) und Christus Salvator Mundi (verso), für die Confraternita del SS. Sacramento, Abtei von San Martino al Cimino (1650),
- Kuppelfresken in der Karmeliterkirche San Biagio, Modena
- Szenen aus dem Leben des Hl. Andreas (Errichtung des Kreuzes, Martyrium und Begräbnis), Sant’Andrea della Valle, Rom (1651)
- Glorie des Hl. Nicolaus von Bari, San Domenico Soriano, Neapel (1653)
- Christus am Kreuz mit Hl. Franziskanern, 350 × 200 cm, San Lorenzo Maggiore, Neapel (1657)
- Verleihung des Skapuliers an den Hl. Simon Stock, Santa Maria del Carmine Maggiore, Neapel
- Kanonisierung der Hl. Katharina, San Domenico, Siena
- Predigt des Hl. Bernhard, Dom von Siena
- Verklärung des Hl. Ignazius, San Vigilio, Siena
- Glorie des Hl. Nicolaus von Bari, Museo civico, Fano
- Predigt Johannes des Täufers mit Selbstbildnis, San Domenico, Taverna
- Anbetung der Könige, Saint-Jean, Fribourg
- Christus vor Herodes & Errichtung des Kreuzes, Gemeindekirche von San Martino, Sambughè (bei Treviso),
- Die seligen Gaetano Thiene und Andrea d’Avellino in der Glorie, San Nicolò all'Arena, Verona

#### Malta
- Martyrium der Hl. Katharina von Alexandrien, Chiesa di Santa Caterina d'Alessandria di Lingua d’Italia, La Valletta, Malta (1659)
- Freskendekor (1661–1666) und diverse Altarbilder in St. John’s Co-Cathedral, La Valletta, Malta
- Martyrium der Hl. Katharina, Chiesa di Santa Caterina, Zurrico, Malta,
- Maria Immaculata (1677–1678), Chiesa dell’Immacolata Concezione (gen.: Chiesa di Sarria), Floriana, Malta